# Zosterops pallidus
Zosterops pallidus là một loài chim trong họ Zosteropidae.